# Adam Carolla
Adam Carolla est un acteur, animateur de télévision et de radio, producteur et scénariste américain né le 27 mai 1964 à Los Angeles en Californie (États-Unis). Depuis février 2009 il anime un podcast quotidien.

## Filmographie

### Comme acteur

#### Télévision
- 1999 : Red Handed : Host
- 1999 : The Man Show : Host (1999-2003)
- 1999 : Red Handed : Host
- 1999 : The Man Show : Host (1999-2003)
- 1999 : Red Handed : Host
- 1999 : The Man Show : Host (1999-2003)
- 2003 : Dawson (série TV) - Saison 6, épisode 19 (Docteur Drew est Mister Love)  : Lui-même
- 2004 : Drawn Together : Spanky Ham (voix)
- 2004 : The Great Domestic Showdown : Host
- 2005 : The Adam Carolla Project : Host
- 2006 : Super Bowl's Greatest Commercials: Top 40 Countdown : Self
- 2008 : Les Sorciers de Waverly Place (Wizards of Waverly Place) : Burt le chauffeur de taxi

#### Cinéma
- 1998 : Art House : Cool Guy
- 1998 : Hairshirt : Bruce Greenberg
- 1999 : Splendeur (Splendor) : Mike's Stupid Boss
- 2000 : In Love (Down to You) : 'The Man Show' Host
- 2000 : Buzz l'Éclair, le film : Le Début des aventures (vidéo) : Cmdr. Nebula (voix)
- 2002 : Frank McKlusky, C.I. (vidéo) : Detective 1
- 2004 : Save Virgil : Virgil (voix)
- 2005 : Farewell Bender : Nick Morgan
- 2006 : Wasted : Nick Morgan
- 2007 : The Hammer (en) : Jerry Ferro
- 2007 : Head, Heart and Balls... or Why I Gave Up Smoking Pot : Anxiety

### Comme producteur
- 2002 : Crank Yankers (série TV)
- 2003 : Gerhard Reinke's Wanderlust (série TV)
- 2003 : Windy City Heat (en) (TV)
- 2005 : The Andy Milonakis Show (série TV)
- 2005 : The Adam Carolla Project (série TV)
- 2007 : The Hammer (en)

### Comme scénariste
- 1999 : The Man Show (TV)
- 2003 : Jimmy Kimmel Live! (TV)
- 2007 : The Hammer (en)

## The Adam Carolla Podcast
Son premier podcast date du 23 février 2009 et a été téléchargé plus de 250 000 fois en 24 heures. Dès le troisième épisode, The Adam Carolla Podcast est devenu le podcast numéro un sur l'iTunes Store aux États-Unis et au Canada, enregistrant un total de 1,6 million de téléchargements au cours de la première semaine et 2,4 millions au cours de la seconde. Son podcast est quotidien et disponible gratuitement sur son site internet.